# Obrazovanje u Hrvatskoj
Školovanje u Republici Hrvatskoj obuhvaća četiri razine:
– predškolski odgoj
– osnovno školovanje
– srednje školovanje
– visoko školovanje

## Predškolski odgoj
Predškolski odgoj u Republici Hrvatskoj obuhvaća odgoj, izobrazbu i skrb o djeci predškolske dobi, a ostvaruje se programima odgoja, naobrazbe, zdravstvene zaštite, prehrane i socijalne skrbi za djecu od šest mjeseci do polaska u školu.

## Osnovna škola
Sva djeca u Hrvatskoj koja do 1. travnja tekuće godine navrše šest godina obuhvaćena su obvezom upisa u osnovnu školu iste godine. Osnovna škola traje osam godina i obvezna je za svu djecu u dobi od 6 do 15 godina.

## Srednja škola
Sustav srednjeg obrazovanja u Hrvatskoj obuhvaća:
- gimnazije - općeobrazovne srednje škole, u trajanju od četiri godine (prirodoslovne, matematičke, prirodoslovno-matematičke, jezične, opće, klasične);

- strukovne škole, koje se dijele na tehničke škole u različitim stručnim područjima i ostale stručne škole u različitim područjima (industrijske, ekonomske, medicinske), u trajanju od četiri ili pet godina:

- umjetničke škole, u područjima plesne, glazbene i likovne umjetnosti, koje također traju četiri godine;

- industrijske i srodne te gospodarske i obrtničke škole u trajanju od tri godine, koje obrazuju polaznike za određena zanimanja u svim navedenim područjima.

## Visoko školstvo
Školovanje na sveučilištu traje tri godine (šest semestara) za prvostupnika (preddiplomski studij) i pet (deset semestara) za magistra struke ili šest (dvanaest semestara) za doktora struke (diplomski studij). Poslijediplomski, doktorski studij traje tri godine (šest semestara). Naobrazbu za razinu prvostupnika nude i veleučilišta te visoke škole. Osim sveučilišnih, postoje i razni stručni i specijalistički studiji.

## Vanjska poveznica
- Ministarstvo znanosti i obrazovanja RH
- Upisi U Srednju Školu